# NGC 7684
NGC 7684 је лентикуларна галаксија у сазвежђу Рибе која се налази на NGC листи објеката дубоког неба.
Деклинација објекта је + 0° 4' 53" а ректасцензија 23h 30m 32,0s. Привидна величина (магнитуда) објекта NGC 7684 износи 13,8 а фотографска магнитуда 14,7. NGC 7684 је још познат и под ознакама UGC 12637, MCG 0-59-50, CGCG 380-65, PGC 71625.